# Yamaha Torakusu
Yamaha Torakusu (20 aprile 1851 – 8 agosto 1916) è stato un imprenditore giapponese, fondatore della Nippon Gakki.

## Biografia
Appassionato di meccanica sin dalla giovanissima età, imparò il mestiere di orologiaio a Nagasaki, divenendo ben presto un ricercato riparatore di complicati marchingegni d'ogni tipo.
La sua opera venne richiesta, per la riparazione di un organo, da una scuola di Hamamatsu.
Il compito era particolarmente difficile in ragione della complessità dei meccanismi e della loro costruzione con materiali facilmente usurabili. Inoltre la fattura completamente artigianale dello strumento escludeva ogni possibilità di reperire pezzi di ricambio, il che aveva fatto desistere tutti i riparatori di organi sino ad allora interpellati.
Ben lungi dallo scoraggiarsi, Yamaha decise di cimentarsi nell'impresa. Impiegò un'intera settimana solo per smontare l'organo e ricostruì manualmente i pezzi usurati, ripristinando le originarie funzioni dello strumento.
Durante il compimento di questo piccolo miracolo tecnico, Yamaha si rese conto che alcuni meccanismi potevano essere costruiti con maggiore razionalità, oltre che con materiali migliori, e decise di realizzare un prototipo di organo che ottenne una buona valutazione da parte di esperti organisti. Al secondo prototipo, parimenti giudicato con favore, seguì la fondazione ad Hamamatsu dell'industria musicale Nippon Gakki, nel 1887, che si proponeva di costruire organi e harmonium.
Verso la fine del XIX secolo portò a termine la realizzazione del primo pianoforte che entrò in produzione nel 1899, contemporaneamente all'adozione del celebre marchio aziendale dei tre diapason incrociati. Con il suo ingegno, Yamaha portò la Nippon Gakki ad essere una fiorente azienda in continuo sviluppo, fino al 1916, anno in cui morì improvvisamente.
Nella seconda metà del XX secolo, venne fondata e titolata in suo onore la nota casa motociclistica Yamaha Motor e, successivamente, così rinominata anche la Nippon Gakki.